# Uhagonia sphenarioides
Uhagonia sphenarioides is een rechtvleugelig insect uit de familie Pyrgomorphidae. De wetenschappelijke naam van deze soort is voor het eerst geldig gepubliceerd in 1905 door Bolívar.